# Ties van der Lecq
Ties van der Lecq (* 10. März 2000) ist ein niederländischer Badmintonspieler.

## Karriere
Van der Lecq begann mit sechs Jahren Badminton zu spielen und wechselte vier Jahre später zum Verein BC Duinwijck, für den er seit 2015 in der Eredivisie antrat. 2018 wurde er bei den Niederländischen Juniorenmeisterschaften im Mixed mit Milou Lugters Sieger. Außerdem gewann er mit seinem Verein die nationale Liga und verteidigte den Titel im Jahr darauf. Während van der Lecq mit der Niederländischen Nationalmannschaft bei den Europameisterschaften in Kopenhagen die Bronzemedaille erspielte, war er an der Seite von Debora Jille bei den Lithuanian International zum ersten Mal bei einem internationalen Wettkampf siegreich. 2020 zog der Niederländer mit Ruben Jille ins Finale der Austrian International ein, mit dem er bei der Niederländischen Meisterschaft den Titel im Herrendoppel erspielte. Mit dem Herrenteam wurde van der Lecq bei den Kontinentalmeisterschaften Vizemeister, nachdem sie im Endspiel gegen die dänischen Rekordsieger unterlagen. Im Jahr darauf unterzeichnete er einen Vertrag mit dem Bundesligisten SC Union 08 Lüdinghausen und wurde Dritter bei den Deutschen Mannschaftsmeisterschaften. 2022 gewann van der Lecq auf Vereinsebene die Eredivisie mit dem BC Duinwijck und erreichte erneut die Final Four in der Bundesliga. Mit seinem Sieg bei den Orléans Masters triumphierte er erstmals bei einem Wettkampf der BWF World Tour, während er bei den Europameisterschaften in Madrid die Bronzemedaille gewann. Bei den nationalen Meisterschaften siegte van der Lecq im Herrendoppel an der Seite von Robin Tabeling und im Gemischten Doppel.

## Sportliche Erfolge
| Jahr | Veranstaltung                              | Platz | Disziplin    | Spielpartner             |
| ---- | ------------------------------------------ | ----- | ------------ | ------------------------ |
| 2018 | Estonian Juniors 2018                      | 2.    | Mixed        | Milou Lugters            |
| 2018 | Irish Juniors 2018                         | 2.    | Mixed        | Milou Lugters            |
| 2018 | Niederländische Juniorenmeisterschaft 2018 | 1.    | Mixed        | Milou Lugters            |
| 2018 | Eredivisie 2017/18                         | 1.    | Mannschaft   | BC Duinwijck             |
| 2019 | Europameisterschaft 2019                   | 3.    | Mannschaft   | Niederlande              |
| 2019 | Lithuanian International 2019              | 1.    | Mixed        | Debora Jille             |
| 2019 | Niederländische Meisterschaft 2019         | 3.    | Herrendoppel | Wessel van der Aar       |
| 2019 | Eredivisie 2018/19                         | 1.    | Mannschaft   | BC Duinwijck             |
| 2020 | Europameisterschaft 2020                   | 2.    | Mannschaft   | Niederlande              |
| 2020 | Austrian International 2020                | 2.    | Herrendoppel | Ruben Jille              |
| 2020 | Niederländische Meisterschaft 2020         | 1.    | Herrendoppel | Ruben Jille              |
| 2020 | Niederländische Meisterschaft 2020         | 3.    | Mixed        | Debora Jille             |
| 2020 | Eredivisie 2019/20                         | 3.    | Mannschaft   | BC Duinwijck             |
| 2021 | Bundesliga 2020/21                         | 3.    | Mannschaft   | SC Union 08 Lüdinghausen |
| 2022 | Europameisterschaft 2022                   | 3.    | Herrendoppel | Ruben Jille              |
| 2022 | Orléans Masters 2022                       | 1.    | Herrendoppel | Ruben Jille              |
| 2022 | Niederländische Meisterschaft 2022         | 1.    | Herrendoppel | Robin Tabeling           |
| 2022 | Niederländische Meisterschaft 2022         | 1.    | Mixed        | Debora Jille             |
| 2022 | Eredivisie 2021/22                         | 1.    | Mannschaft   | BC Duinwijck             |
| 2022 | Bundesliga 2021/22                         | 3.    | Mannschaft   | SC Union 08 Lüdinghausen |